# 卡姆文蓋區
卡姆文蓋區是非洲中部國家烏干達的111個區之一，由西部區負責管轄，首府是卡姆文蓋，總面積2,304平方公里，距離首都坎帕拉約300公里，主要的經濟產業是農業和捕魚業，2010年人口363,200。

## 外部連結
- About Kamwenge District （页面存档备份，存于）

00°11′N 30°27′E / 0.183°N 30.450°E